# ديريك أوكونور (لاعب كرة قدم)
ديريك أوكونور (بالإنجليزية: Derek O'Connor)‏ (9 مارس 1978 بدبلن في جمهورية أيرلندا - ) هو لاعب كرة قدم أيرلندي في مركز حراسة المرمى. شارك مع منتخب جمهورية أيرلندا تحت 20 سنة لكرة القدم ومنتخب جمهورية أيرلندا تحت 21 سنة لكرة القدم. أما مع النوادي، فقد لعب مع باتريك أتلتيك وهدرسفيلد تاون وفريكلي أثلتيك ‏ وCrumlin United F.C. ‏ ونادي برادفورد بارك أفنيو.

## وصلات خارجية
- ديريك أوكونور على موقع قاعدة بيانات كرة القدم.إي يو (الإنجليزية)